# Palosärkiselkä
Palosärkiselkä är en kulle i Finland.   Den ligger i den ekonomiska regionen  Rovaniemi ekonomiska region  och landskapet Lappland, i den norra delen av landet, 800 km norr om huvudstaden Helsingfors. Toppen på Palosärkiselkä är 222 meter över havet.
Terrängen runt Palosärkiselkä är huvudsakligen platt.Runt Palosärkiselkä är det mycket glesbefolkat, med 2 invånare per kvadratkilometer.